# Hôtel le Compasseur

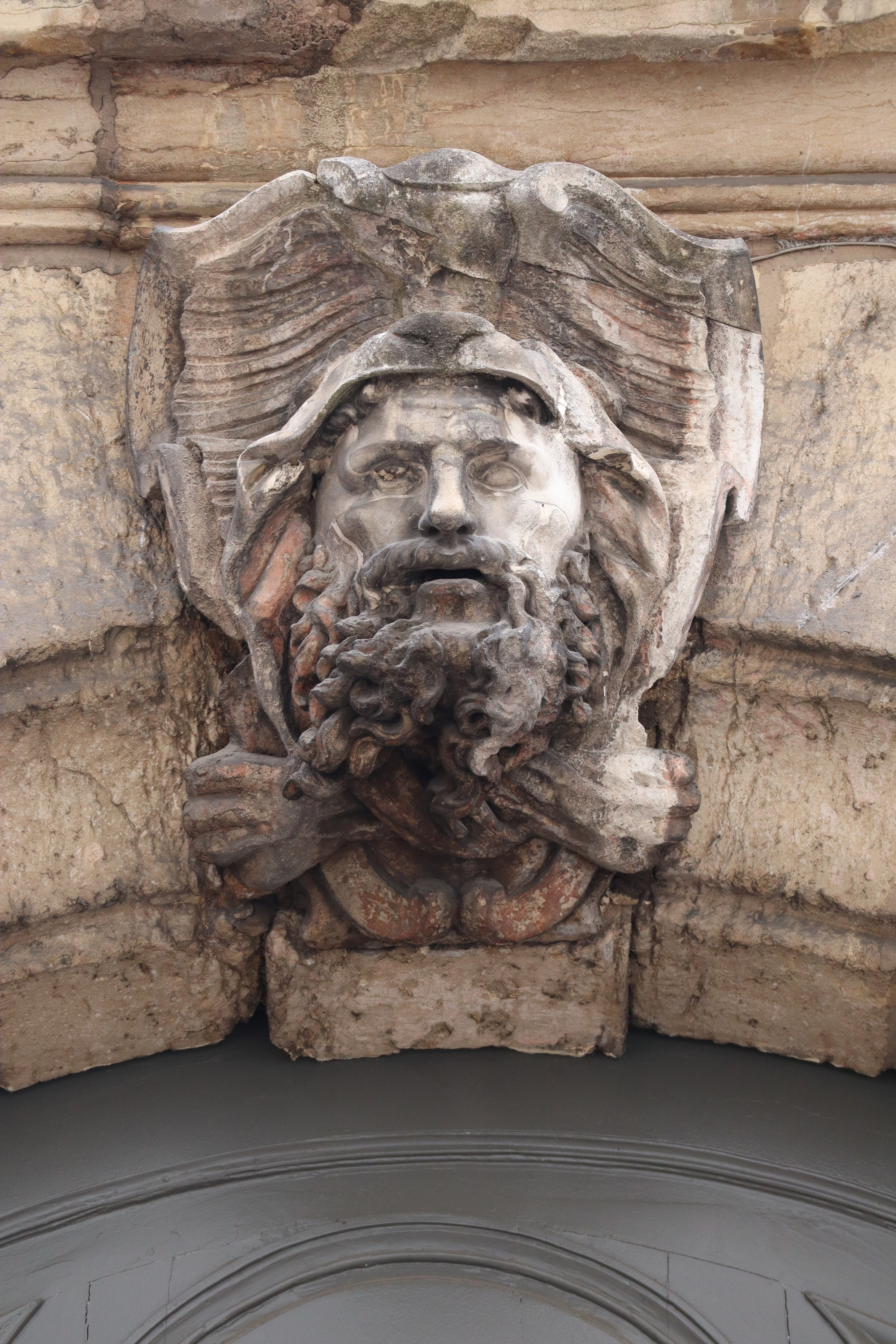
Apollon über einem Portal

Das Hôtel le Compasseur, auch Hôtel de Sassenay genannt, ist ein Hôtel particulier in der Altstadt von Dijon, Rue Berbisey 3. Es befindet sich nach wie vor in Privatbesitz. Die Fassade steht seit 1910 unter Denkmalschutz. Gegenüber dem wenige Hundert Meter weiter nördlich gelegenen Hôtel Bénigne Le Compasseur ist dies das größere und komfortablere Haus im Familienbesitz.

## Geschichte
Die Substanz des Palastes geht bis ins Mittelalter zurück, verfiel dann und wurde von der Familie Compasseur Ende des 17. Jahrhunderts wieder aufgebaut. Nur der fünfeckige, an die Außenmauer integrierte Turm ist ein Relikt aus dem 15. Jahrhundert und blieb bei der Transformation unverändert. Das durch einen Innenhof von der Straße getrennte Gebäude wird durch einen hohen Rundbogen geprägt, der auf einem dreiachsigen Mittelrisalit liegt und baulich von der langen Fassade gliedert. Über dem Mittelportal ist ein Reliefbild vom König Ludwig XIV. eingelassen. Das dahinter liegende zentrale Treppenhaus wird von einer Apollon-Statuette geschmückt, das Geländer von Leiern.